# 明治村 (新潟県中頸城郡)
明治村（めいじむら）は、かつて新潟県中頸城郡にあった村。

## 沿革
- 1889年（明治22年）4月1日 - 町村制施行に伴い東頸城郡上増田新田・大蒲生田村、中頸城郡玄僧村、花ケ崎新田、河原新田、森本村、仁野分村、並木新田、日根津村、天ケ崎新田、大潟新田村、上池田新田、手島村、矢住村、中増田新田、下増田新田が合併し、明治村が発足。
- 1897年（明治30年）11月15日 - 東頸城郡末広村の一部を編入。
- 1957年（昭和32年）4月1日 - 中頸城郡大瀁村と合併し、頸城村となり消滅。